# Bârsana
Bârsana (en hongarès: Barcánfalva) és una comuna al comtat de Maramureș (Romania). Està compost per dos pobles, Bârsana i Nănești (Nánfalva). També va incorporar el poble d'Oncești fins al 2004, quan es va dividir per formar una comuna separada. El 2002, Bârsana tenia 6.352 habitants, tots menys deu que eren d'ètnia romanesa. El 86,7% eren ortodoxos romanesos, el 7,8% grec-catòlic i el 3,1% pentecostal.
L'església de la presentació de la Mare de Déu al temple de Bârsana és una de les vuit esglésies de fusta de Maramureș, declarades Patrimoni de la Humanitat per la UNESCO. Després de la revolució romanesa del 1989, es va construir un altre monestir de fusta a Bârsana.